# 渡良瀬川大橋

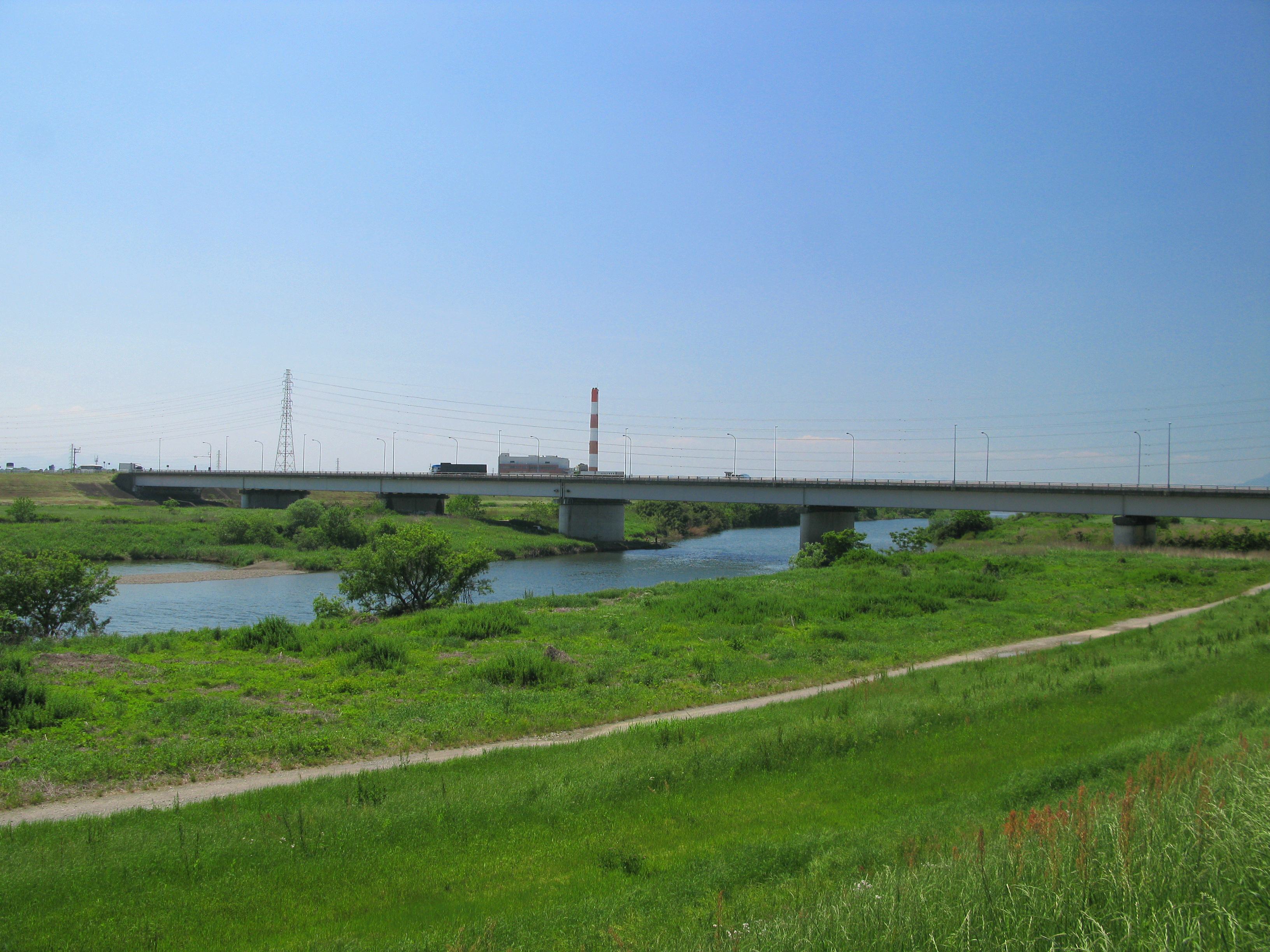
渡良瀬川大橋（2012年5月）

渡良瀬川大橋（わたらせがわおおはし）は、栃木県佐野市高橋町から同県足利市野田町を結ぶ、渡良瀬川に架かる国道50号の橋である。橋長347.05m、幅員21.5m。

## 概要
- 1975年（昭和52年） - 東側の橋完成。暫定2車線で開通。
- 1989年（平成元年） - 西側（下り線）の橋完成[2]。上下線片側2車線（完成4車線）での供用開始。

## 隣の橋
- 渡良瀬川
  - 福猿橋 - 川崎橋 - 渡良瀬川大橋 - 高橋大橋 - 渡良瀬大橋